# Léva Fronta
Pour les articles homonymes, voir Front de gauche et FDG (homonymie).
Le Levá fronta (en français, Front de gauche ou FDG) était une organisation d'intellectuels tchécoslovaques de gauche, fondée en 1929 à l'initiative du Parti communiste tchécoslovaque.
Il remplaça Devětsil et avait comme but de promouvoir la culture socialiste et d'établir une liaison avec la classe ouvrière.
Entre 1930 et 1933, il publia un magazine éponyme.
Léva Fronta prit fin en 1938.

## Membres fondateurs
- Karel Teige[3]
- Stanislav Kostka Neumann
- Bedřich Václavek
- Julius Fučík

## Membres ultérieurs
- Ivan Sekanina
- Ladislav Štoll
- Vladislav Vančura
- Karel Honzík
- Jiří Kroha
- Lubomír Linhart
- Jiří Novotný